# Schinostethus niger
Schinostethus niger là một loài bọ cánh cứng trong họ Psephenidae. Loài này được Lee, Yang & Brown miêu tả khoa học đầu tiên năm 1993.